# Mount Jackson
Mount Jackson é uma cidade  localizada no estado norte-americano de Virginia, no Condado de Shenandoah.

## Demografia
Segundo o censo norte-americano de 2000, a sua população era de 1664 habitantes.
Em 2006, foi estimada uma população de 1782, um aumento de 118 (7.1%).

## Geografia
De acordo com o United States Census Bureau tem uma área de
3,2 km², dos quais 3,2 km² cobertos por terra e 0,0 km² cobertos por água.

## Localidades na vizinhança
O diagrama seguinte representa as localidades num raio de 20 km ao redor de Mount Jackson.